# Piisi
Piisi – wieś w Estonii, w prowincji Võru, w gminie Antsla.